# Таисия (Солопова)
Игу́мения Таи́сия (в миру — Мария Васильевна Солопова; 4 (16) октября 1842, Санкт-Петербург — 2 (15) января 1915) — духовная писательница, друг Иоанна Кронштадтского, настоятельница Леушинского Иоанно-Предтеченского монастыря, возродившая к жизни многие монашеские обители. Современники называли её «игуменией всея Руси».

## Детство и юность
Родилась в дворянской семье. Отец её Василий Васильевич был потомственным дворянином Боровичского уезда Новгородской губернии, мать — Виктория Дмитриевна — дворянка рода Пушкиных. Была крещена в честь преподобной Марии Константинопольской (память преподобной совершается 26 января по старому стилю).

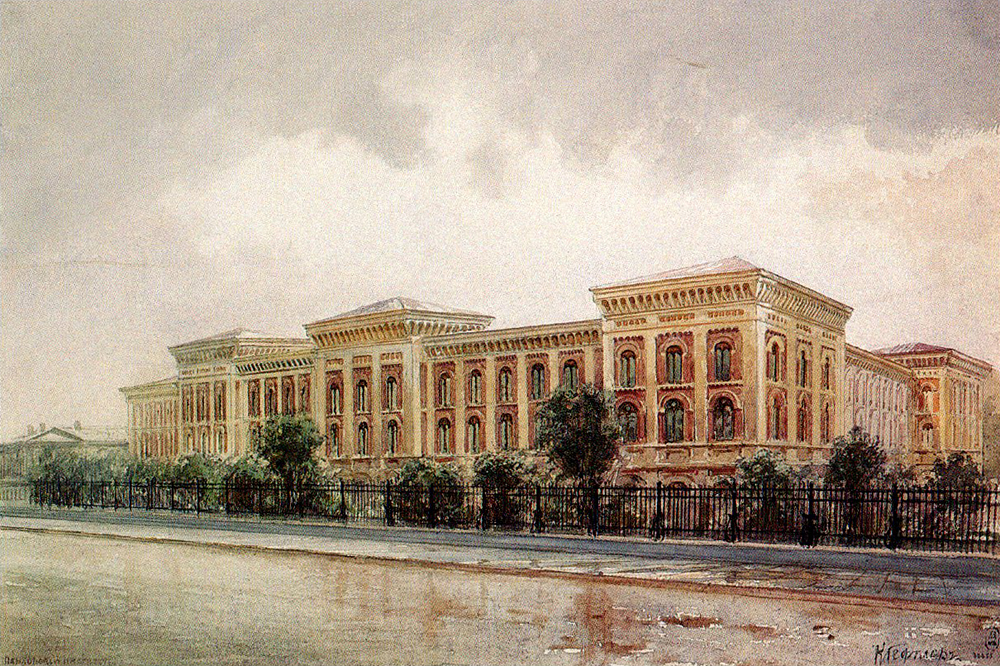
Женский Павловский институт. Акварель К. Э. Гефтлера. 1880-е годы

19 декабря 1852 года Марию Солопову зачислили в Павловский женский сиротский институт в Санкт-Петербурге. В институте Мария, по её словам, удостоилась нескольких благодатных видений, которые она восприняла как призвание к служению Господу и благословение на монашеский путь. Обучающиеся с ней сверстники замечали её глубокую религиозность и часто называли Марию «монахиней», «игуменией», «святошей». В 1861 году Мария Солопова окончила курс обучения в институте. На выпускном экзамене по Закону Божию ректор Санкт-Петербургской духовной академии епископ Выборгский Иоанникий (Руднев) был удивлён, что выпускница знала наизусть всё Евангелие на церковнославянском языке.
Желание дочери следовать монашескому пути не встретило понимания со стороны матери. После окончания института Мария Солопова поселилась в родительском поместье Абаконово близ Боровичей, а зиму она провела в самих Боровичах в своём доме, доставшемся ей по наследству от деда. В это время она почти ежедневно посещала Свято-Духов Боровичский монастырь, где окормлялась у игумена Вениамина (Позднякова), познакомившего её с архимандритом Лаврентием (Макаровым), настоятелем Иверского Валдайского монастыря, который и стал её духовным отцом.

## Монашеский путь
Мать дала благословение на поступление дочери в монастырь. Распродав имение, Мария по благословению старца Лаврентия поступила в 1860-х годах в Тихвинский Введенский монастырь, где провела 14 лет.
13 мая 1870 года во Введенском соборе она была пострижена в рясофор с именем Аркадия. В 1872 году по благословению старца Лаврентия она перешла в Зверин-Покровский монастырь в Новгороде, где подвизалась 6 лет, исполняя послушание регента. В 1878 году инокиня Аркадия была переведена на должность казначеи в Знаменский Званский монастырь, основанный Дарьей Державиной на Волхове, в 70 вёрстах от Новгорода. В этой обители 10 мая 1879 года инокиня Аркадия была пострижена в мантию с наречением имени Таисия.
В ночь на 3 февраля 1881 года монахиня Таисия увидела необычный сон, в котором «вдруг сверху, как бы с неба упал прямо (ей) в правую руку настоятельский посох», и во вратах монастыря её встретил крестный ход. На следующий день монахиня Таисия была вызвана в Санкт-Петербург для получения указа митрополита Исидора (Никольского) о назначении её настоятельницей Леушинской женской общины Череповецкого уезда.

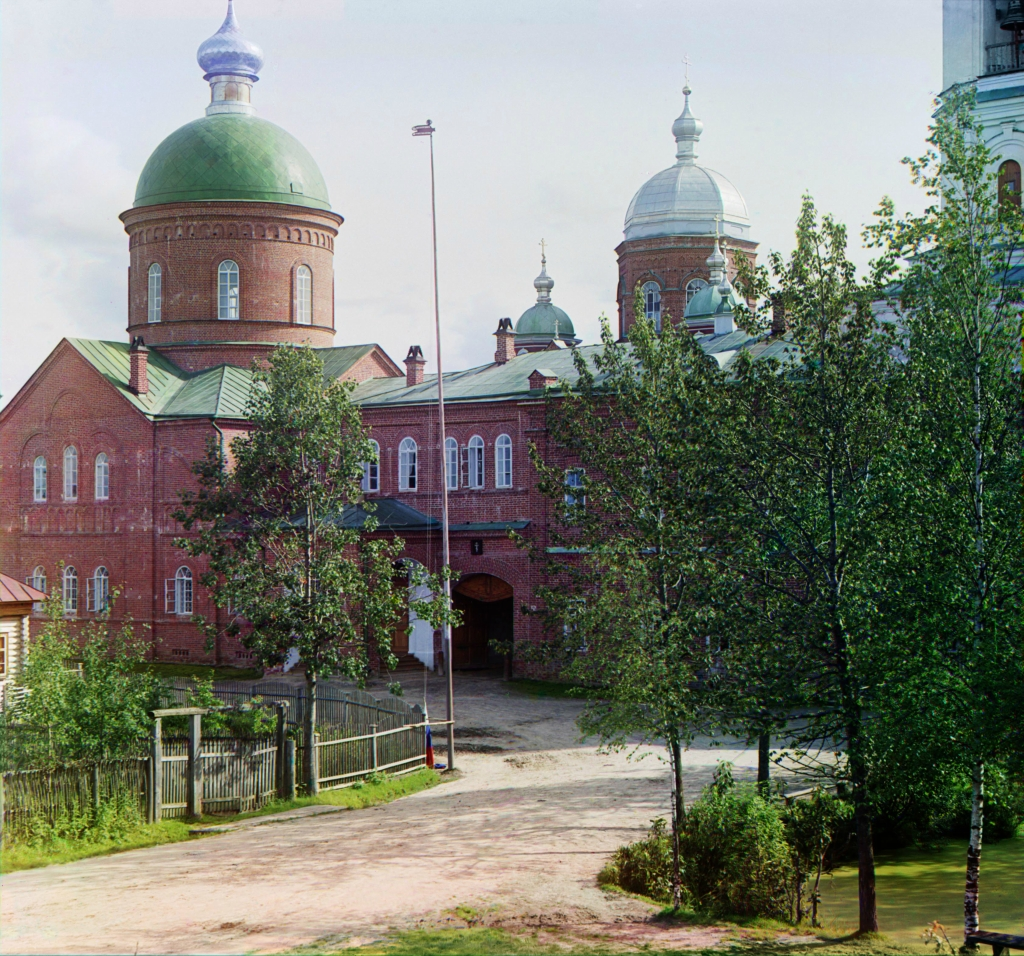
Иоанно-Предтеченский Леушинский монастырь. Фотография Сергея Прокудина-Горского. 1909 год

Через 4 года Леушинская община была обращена в монастырь, а мать Таисия получила сан игуменьи.
В 1883 году с матушкой случился инсульт, следствием которого стал двусторонний паралич, осложнённый воспалением лёгких. Излечившись, игумения Таисия снова взялась за дело благоустройства Леушинского монастыря. Несмотря на отсутствие крупных благотворителей, источников дохода, игумении Таисии удалось в короткие сроки устроить несколько десятков храмов, часовен, подворий и келейных корпусов, что воспринималось современниками как настоящее чудо. Трудами игумении Таисии Иоанно-Предтеченский Леушинский монастырь вскоре достиг необычайного духовного расцвета. В нём были воздвигнуты два каменных собора, открыты духовные школы. Всего в монастыре накануне революции подвизалось почти 700 насельниц. При обители имелись мастерские: иконописная, золотошвейная, чеканная и золотильня, рукодельная, ткацкая, башмачная, швейная или рухольная. Насельницы занимались также прядением льна, шерсти, а летом участвовали в полевых и огородных работах. Большинство икон Леушинского монастыря, его скитов и подворий были написаны своими иконописицами. Неоднократно изделия местных умелиц отправлялись в дар императорской семье. В городах Санкт-Петербурге, Череповце и Рыбинске были устроены подворья монастыря. Слава о благолепии и благочестивой жизни женской лавры Русского Севера распространилась далеко за пределы Новгородской епархии.
Радея о духовном образовании, она создала церковные школы для детей и для учителей. В 1898 году в Леушинском монастыре была устроена богадельня, в которой содержались на полном монастырском иждивении престарелые монахини и немощные сёстры. Имелась больница, которая вела приём больных граждан и выдавала им лекарства. При обители имелось несколько гостиниц, значительная часть помещений в которых была отведена для нищих и убогих, которые жили бесплатно и питались от монастырского стола. Матушка устроила при монастыре женское училище, в котором обучались и содержались за монастырские средства дети-сироты, при этом обитель брала на себя обязанности по дальнейшему их трудоустройству.
Из глубокого смирения, которое являлось характерной чертой игумении Таисии, она никогда не приписывала себе успехи родного монастыря. В ответ на слова похвалы в её адрес, сказанные на 20-летнем юбилее игуменства, она коротко ответила: «Всё сделанное в Леушине не я сделала, а совершил Господь через мою немощь».
Роль игумении Таисии в истории женского монашества велика. Матушка Таисия духовно вырастила и воспитала плеяду будущих подвижниц благочестия: схиигумению Ангелину, настоятельнцу Иоанновского монастыря в Санкт-Петербурге, схиигумению Надежду, настоятельницу Сурского монастыря, десять игумений: преподобномученицу Серафиму и Мартиниану (настоятельниц Ферапонтова монастыря), Иларию (настоятельницу Успенского Полновского монастыря), Таисию и Веронику (настоятельниц Воронцовского монастыря), Руфину (настоятельницу Парфеновского монастыря), Антонину и Маргариту (настоятельниц Черноезерской пустыни), Филарету (настоятельницу Филаретовой и Рдейской пустыней), Агнию (настоятельницу Леушинского монастыря).

## Игумения Таисия и святой праведный Иоанн Кронштадтский

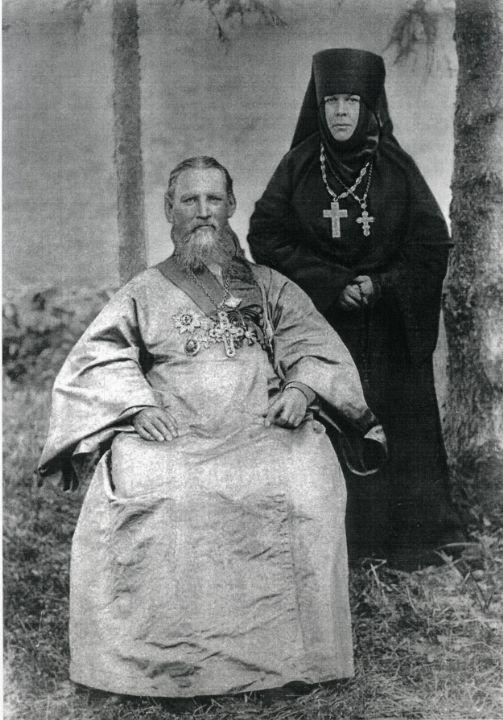
Святой праведный Иоанн Кронштадтский и игумения Таисия (Солопова)

С 1891 года игумения Таисия стала одним из самых близких духовных чад святого праведного Иоанна Кронштадтского. По благословению отца Иоанна матушка трудилась над учреждением новых обителей и над возобновлением упраздненных. Праведный Иоанн Кронштадтский очень высоко отзывался о духовных дарованиях игумении Таисии, открыто называя её «подвижницей», «угодницей Божией», «богопризванной», «боголюбезной», «избранницей Царицы Небесной», а себя именовал её «духовным сыном» и «послушником». Общепринятое обращение к игумениям «Ваше Высокопреподобие» он переделал, называя свою духовную дочь не «высокопреподобием», а «высокопреподобной», то есть святой. Вот одно из характерных обращений к матушке: «Кланяюсь тебе, святой старице, и целую твою священную главу, мыслящую непрестанно, яже суть Божия».
Святой праведный Иоанн Кронштадский, духовный отец, друг и сомолитвенник игумении Таисии, с радостью и благодарностью отмечал в своих письмах к ней действующую в матушке по благодати Божией любовь Христову, веру, её долготерпение, благость: «Не нарадуюсь я твоей любви о Христе и твоему усердию, выражающемуся столь разнообразно и так постоянно. <…> особенно ты утешала меня своею беззаветною преданностью Христу Спасителю, словесное стадо Которого ты собрала и пасла и пасешь доселе на пажити спасительной; — за что дай Бог тебе и им всем — добрым послушницам — Царство Небесное».
Игумения Таисия издала «Беседы с о. Иоанном Кронштадтским», а также переписку с ним. До самой своей кончины матушка Таисия состояла в обществе памяти отца Иоанна Кронштадтского, печатала статьи о нём в журнале «Кронштадтский пастырь».

## Устроение монастырей
В истории женского монашества игумения Таисия (Солопова) осталась как замечательная устроительница храмов, многие из которых сейчас возрождены. В их числе Сурский монастырь Архангельской области и Иоанновский монастырь Санкт-Петербурга, который имеет статус ставропигиального, Новолеушинский Иоанно-Предтеченский женский монастырь с. Мякса Череповецкого района. Вторая Леушинская обитель учреждена на бывшем Леушинском Санкт-Петербургском подворье при храме Иоанна Богослова. Сестры этих обителей на своем иноческом пути стараются подражать жизни и подвигам игумении Таисии, её духовной чистоте, христианской любви к ближним, Богу, сострадательности, милосердию.

### Монастыри, лично основанные игуменией Таисией (Солоповой)
- Иоанно-Предтеченский Леушинский женский монастырь Череповецкого уезда Новгородской губернии (ныне Вологодская область). Ныне затоплен Рыбинским водохранилищем.
- Успенский женский скит Леушинского монастыря (в 1,5 вёрстах от обители). Основан в 1887 году игуменией Таисией. Имел один храм. Ныне затоплен Рыбинским водохранилищем.
- Иоанно-Богословский женский скит Леушинского монастыря (в 1 версте от обители). Основан в 1892 году игуменией Таисией. Имел один храм. Ныне затоплен Рыбинским водохранилищем.
- Воронцовский Благовещенский женский монастырь Холмского уезда Псковской губернии (ныне Тверская область). Община основана игуменией Таисией и Иоанном Кронштадтским в 1898 году; в 1903 году преобразована в монастырь. Имела два храма и два подворья. Ныне[уточнить] идёт восстановление каменного собора.
- Иоанно-Богословский Сурский монастырь Пинежского уезда Архангельской губернии. Основан игуменией Таисией и Иоанном Кронштадтским в 1899 году; в 1900 году преобразован в монастырь. Имел два храма, одно подворье и один скит. Ныне[уточнить] возрождён.
- Парфеновский Богородицкий женский монастырь Череповецкого уезда Новгородской губернии (ныне Вологодская область). Основан в 1902 году игуменией Таисией. В 1904 году община официально учреждена, в 1912 году преобразована в монастырь. Имела два храма. Ныне[уточнить] идёт восстановление каменного собора.
- Ферапонтов Богородице-Рождественский монастырь. Основан в 1398 году преподобным Ферапонтом Белоезерским. В 1798 году упразднён и преобразован в приход. Возобновлён в 1903 году игуменией Таисией. В 1906 году преобразован в общежительный монастырь. Имел пять храмов и два подворья. Ныне находится в ведении музея. Епархии переданы надвратные храмы, в которых периодически совершаются богослужения.
- Антониев Черноезерский монастырь. Основан в XVI веке преподобным Антонием Черноезерским. В 1764 году упразднён. Возобновлён игуменией Таисией в 1911 году. В 1912 году преобразован в общежительный монастырь. Имел два храма и два подворья. Постройки не сохранились. На месте разрушенных храмов установлены поклонные кресты.

### Монастыри, основанные при помощи игумении Таисии (Солоповой)
- Троицкий скит Сурского монастыря в Летовской роще Пинежского уезда Архангельской губернии. Основан в 1900 году Иоанном Кронштадтским при участии игумении Таисии. Имел один храм. Постройки не сохранились.
- Иоанновский женский монастырь в Санкт-Петербурге. Основан в 1900 году Иоанном Кронштадтским при участии игумении Таисии как подворье Сурского монастыря. В 1902 году получил самостоятельность. В 1903 году причислен к 1 классу. Имел два храма и один скит. Ныне является действующим ставропигиальным монастырем.
- Вауловский Успенский женский скит Иоанновского монастыря в Романово-Борисоглебском уезде Ярославской губернии. Основан в 1903 году Иоанном Кронштадтским и игуменией Иоанновского монастыря Ангелиной (Сергеевой) при участии игумении Таисии. Имел два храма. Ныне возрожден[13].

### Подворья, основанные игуменией Таисией
Игумения Таисия основала 14 монастырских подворий.
Подворья, устроенные стараниями игумении Таисии, принадлежавшие Иоанно-Предтеченскому Леушинскому монастырю:
- Подворье со Сретенским храмом в Череповце на Крестовской улице (ныне ул. Ленина). Основано около 1881 году. В 1883 году освящена часовня, а в 1894 году — деревянный храм. В 1902 году к нему пристроена каменная колокольня. Постройки не сохранились.
- Храм Николая Чудотворца в Череповце недалеко от железнодорожного вокзала (ныне ул. Комсомольская). Построен в 1913—1914 годах. Не сохранился.
- Часовня Николая Чудотворца в Череповце на железнодорожном вокзале. Построена в 1904—1905 годах. Ныне является действующей: устройством алтаря фактически обращена в небольшой храм, в котором регулярно совершаются богослужения.
- Незастроенное подворское место, переданное в 1912 году Черноезерскому монастырю.
- Подворье в Санкт-Петербурге на Бассейной улице (ныне Некрасова, 31) с Иоанно-Богословским храмом и часовней. Основано в 1892—1894 годах. Ныне действующий храм, в котором регулярно совершаются богослужения.
- Подворье в Санкт-Петербурге на Московском шоссе (ныне Московский пр., 174) с постройками, до нас не дошедшими. Храма не имело, строения сдавались в аренду.
- Подворье в Рыбинске с часовней Сергия Радонежского. Основано в 1890 году. Постройки не сохранились.
- Подворье в Рыбинске в доме М. И. Боровковой. Приобретено в 1902 году. Храма не имело. Здание сохранилось в перестроенном виде
- Подворье на монастырской пристани Борки с часовней, предположительно, в честь Казанской иконы Божией Матери. Основано в 1889 году. Для пассажиров всех проплывающих пароходов на нём служились молебны. Ныне затоплено Рыбинским водохранилищем.

Подворья, устроенные стараниями игумении Таисии, принадлежавшие Ферапонтову монастырю:
- В Кириллове. Основано в 1904 году. Имело часовню. Постройки не сохранились.
- На монастырской пристани Топорня. Основано около 1906 года. Имело часовню. Для пассажиров всех проплывающих пароходов в ней служились молебны. Постройки не сохранились.

Подворья, устроенные стараниями игумении Таисии, принадлежавшие Черноезерскому монастырю:
- На монастырской пристани. Основано в 1912 году. Имело часовню. Постройки не сохранились.
- В Череповце. Первоначально планировалось возвести на нём часовню и проводить миссионерские беседы, но планы осуществлены не были.

Подворья, устроенные тщанием святого праведного Иоанна Кронштадтского при участии игумении Таисии, принадлежавшие Воронцовскому монастырю:
- В городе Холм Псковской губернии. Имело часовню.
- В Санкт-Петербурге на Очаковской улице (дом 9). Имело храм и часовню. Основано в 1902 году. Здание сохранилось[14].

## Храмостроительная деятельность

### Храмы, возводившиеся трудами игумении Таисии
В Леушинском монастыре и его скитах (ныне затоплены Рыбинским водохранилищем):
- Каменный собор Похвалы Божией Матери (1887—1891) с приделами Михаила Архангела и Иоанна Богослова.
- Каменный Троицкий собор (1903—1906) с приделом Серафима Саровского.
- Каменный домовой храм в честь иконы Божией Матери «Всех скорбящих радость» (1897—1898) с приделом Иоанна Рыльского.
- Деревянный домовой Успенский храм в Успенском скиту (1891).
- Деревянный домовой Иоанно-Богословский храм (1899) в скиту «Крестик».

На Леушинских подворьях:
- Каменный домовой Иоанно-Богословский храм (1892—1894) с приделом великомученицы Варвары в Петербурге. Ныне является действующим.
- Деревянный Сретенский храм (1894) в Череповце. Не сохранился.
- Церковь Николая Чудотворца (1913—1914) в Череповце. Не сохранилась.

### Храмы, возводившиеся при непосредственном или опосредованном участии игумении Таисии (в виде пожертвований, советов, подготовки необходимых прошений, приглашения архиереев на закладку и освящение и т. д.)
- Деревянный домовой в честь иконы Божией Матери «Неопалимая Купина» (1901—1902) в Парфеновском монастыре. Не сохранился.
- Каменный собор в честь иконы Божией Матери «Нечаянная радость»] (1912—1916) в Парфеновском монастыре. В настоящее время идет его восстановление.
- Домовой храм Казанской иконы Божией Матери (1898—1899) в Воронцовском монастыре. Не сохранился. Устроен тщанием Иоанна Кронштадтского и игумении Таисии.
- Каменный домовой храм Тихвинской иконы Божией Матери (1902—1903) на подворье Воронцовского монастыря в Санкт-Петербурге. Здание сохранилось.
- Каменный Благовещенский собор в Воронцовском монастыре (1910—1919). Идет восстановление.
- Деревянный домовой храм Иоанна Богослова (1899—1900) в Сурском монастыре. Не сохранился.
- Деревянный Троицкий храм (1902) в скиту Сурского монастыря в Летовской роще. Здание сгорело. В 1910—1911 годах на его месте устроен новый храм, сгоревший в 1950-х годах. Ныне там установлен поклонный крест.
- Каменный храм в честь иконы Божией Матери «Скоропослушница» (1906—1907) на подворье Сурского монастыря в Архангельске. Устроен тщанием Иоанна Кронштадтского. Здание сохранилось.
- Успенский собор Сурского монастыря (1913—1915). Выстроен игуменией Порфирией (Глинко). Сохранился.

### Храмы, восстановленные и капитально отремонтированные тщанием игумении Таисии
Леушинском монастыре:
- Деревянная церковь в честь Рождества Иоанна Предтечи (1860—1862). В 1899 году был произведён капитальный ремонт на средства петербуржской купчихи Сорокиной: церковь выкрашена, а внутри оштукатурена. Не сохранилась.
- Деревянная церковь Спаса Нерукотворного (1880). В 1897 году был произведён капитальный ремонт храма: он был отделан и оштукатурен. Не сохранилась.

В Ферапонтове монастыре (все постройки сохранились и находятся под охраной):
- Благовещенская церковь (1530—1531). Капитально отремонтирована тщанием игумении Таисии в 1904—1906 годах.
- Собор Рождества Богородицы (1490) с фресками Дионисия.
- Храм Мартиниана Белоезерского (1640—1641).
- Богоявленская надвратная церковь. Является действующей.
- Ферапонтовская надвратная церковь (1649). Является действующей.

В Черноезерском монастыре:
- Деревянный храм Рождества Богородицы (1875). Не сохранился.

### Часовни, возводившиеся трудами игумении Таисии
В Леушинском монастыре и его ближайших окрестностях (ныне затоплены Рыбинским водохранилищем)
- Каменная Благовещения Божией Матери в Леушинском монастыре (1905—1906). В ней совершалось неусыпаемое чтение канонов и акафистов Божией Матери.
- Каменная домовая в честь иконы Божией Матери «Хлебная» (?) при пекарне (1890). До 1906 года в ней совершалось неусыпаемое чтение канонов и акафистов Божией Матери.
- Александра Невского (1914) в Успенском скиту. Была пристроена с западной стороны к надвратной колокольне.
- Деревянная Казанской иконы Божией Матери (?) на монастырской пристани Борки (1889).

На леушинских подворьях:
- Каменная часовня Николая Чудотворца (1904—1905) на вокзале г. Череповца. Действующая (преобразована в церковь).
- Каменная в честь иконы Божией Матери «Достойно есть» (1883) на Крестовской улице в Череповце. В 1894 году на её месте был устроен Сретенский храм. Не сохранилась.
- Каменная часовня преподобного Сергия Радонежского (1890) в Рыбинске. Не сохранилась.
- Домовая на первом этаже Леушинского подворья в Санкт-Петербурге (1892—1894). Здание сохранилось, интерьер часовни в советские годы был уничтожен.

На подворьях Ферапонтова монастыря:
- В городе Кириллове (1904). Не сохранилась.
- Часовня в честь Успения Божией Матери (1904) на монастырском кладбище, в версте от Ферапонтовой обители. Кладбище находилось на Поклонной горе по старой Каргопольской дороге. Игумения Таисия передала для часовни святыню из Иерусалима — икону Успения Божией Матери.
- На монастырской пристани Топорня (1907). Не сохранилась.

На подворье Черноезерского монастыря:
- На монастырской пристани (1912). Не сохранилась.

### Часовни, устроенные при непосредственном или опосредованном участии игумении Таисии
- В городе Холм Псковской губернии на подворье Воронцовского монастыря (1901).
- В Санкт-Петербурге на 1 этаже подворья Воронцовского монастыря (1902—1903). Здание сохранилось, интерьер часовни в советские годы был уничтожен.
- В Архангельске. В старом деревянном здании подворья Сурского монастыря (1902)[15].

## Награды
Священноначалие высоко ценило труды игумении Таисии во славу Церкви Христовой. Она трижды получила благословение Священного Синода с грамотой (в 1885, 1897, 1902 годах). В 1889 году Святейший Синод наградил матушку наперсным крестом. 
В 1892 году она была награждена золотым крестом с украшениями от Императорского кабинета. 15 мая 1892 года митрополит Исидор возложил на игумению Таисию золотой наперсный крест с украшениями из кабинета Его Императорского Величества (высшая церковная награда, доступная настоятельнице). 
В 1904 году матушка Таисия была впервые представлена императрице Александре Феодоровне. В 1911 году игумения Таисия имела честь быть представленной Государю Императору Николаю II и всей августейшей семье. В том же году ей были подарены портреты царственной четы с собственноручными подписями, позднее — аметистовые чётки. Всего она представлялась императорской семье семь раз, что является исключительным случаем для игумении провинциального монастыря.

## Преставление
После многих подвижнических трудов игумения Таисия преставилась 15 января 1915 года в Леушинском монастыре, где и была погребена в специально устроенном склепе в правом приделе собора в честь Похвалы Божией Матери. Запись в метрической книге на 1915 год (ГАВО. Ф.496. Оп. 59. Д. 292) о смерти игумении Таисии содержит описание места погребения матушки: «Погребена в Главном храме Похвалы Пресвятыя Богородицы, у южных дверей в склепе, устроенном по резолюции Его Высокопреосвященства от 29 июня 1891 года за № 542 (Указ Духов. Консистории от 8 июля 1891 года № 7187)».
Протоиерей Николай Шиловский в слове, сказанном во время литургии 6 января 1915 года, в день отпевания настоятельницы Леушинского монастыря игумении Таисии, отмечая любовь к ближнему, милосердие и сострадательность матушки произнес такие слова: «…оставив нас телом своим, ты, дорогая матушка, не оставила нас душою своею в дивных уроках, какие мы черпали из личного примера твоей многотрудной земной жизни. Ты при жизни всех учила, как нужно жить в Боге и для Бога, как нужно самоотверженно служить ближнему своему; ты часто, забывая нищету и бедноту свою, делилась последним, что имела с бедняком и неимущим. Ты не могла равнодушно посмотреть на слезы ближних своих; ты не однажды протягивала руку помощи и врагам своим».
В своем духовном завещании, составленном 27 апреля 1907 года, игумения Таисия оставила наказ, главным содержанием которого являлась основа всей её жизни — хранение веры и любви ко Христу: «…будьте тверды в вере и любви ко Господу нашему Сладчайшему Иисусу, коего вы носите в сердцах своих. Если пребудете в вере и любви к Господу, то Господь пребудет с вами…».
В советское время Леушино попало в зону затопления Рыбинского водохранилища. В настоящее время и Иоанно-Предтеченский Леушинский монастырь, и могила игумении Таисии, пользовавшаяся народным почитанием и посещавшаяся многими паломниками, пребывают под водами рукотворного моря.

## Почитание
Первое внесение имени игумении Таисии Леушинской в «Золотую Книгу» Санкт-Петербурга собственноручно сделал в Калининграде епископ Балтийский Серафим (ныне архиепископ Калининградский и Балтийский).

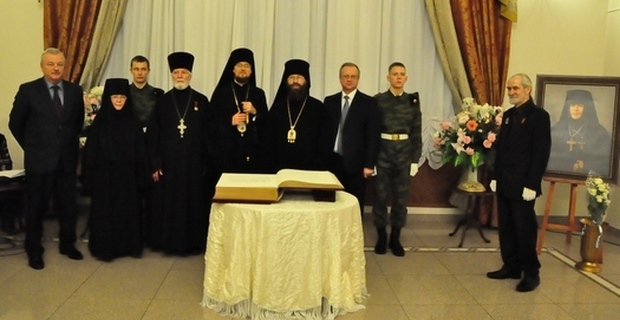
Церемония внесения имени игумении Таисии (Солоповой) в «Золотую книгу» Санкт-Петербурга в Череповецкой епархии в 2015 году.

Почитание игумении Таисии как святой старицы началось ещё при её жизни, свидетельством чему служат высказывания о ней современников, её духовного отца — святого праведного Иоанна Кронштадтского. Продолжилось оно и после блаженной кончины матушки, причем не только в России, но и за рубежом, где издаются её сочинения. В США были изданы на английском языке «Келейные записки» и «Письма к новоначальной инокине». «Письма к новоначальной инокине» игумении Таисии изданы в Греции.
Память об игумении Таисии жила в народе всегда, но особенно широкое почитание матушки Таисии началось в конце 1990-х годов, после возвращения к русскому читателю её сочинений. С 1999 года появилась традиция проведения Леушинских стояний близ села Мякса Череповецкого района на берегу Рыбинского водохранилища — молебнов и чтений акафистов в память о затопленном Леушинском монастыре и его настоятельнице. В селе Мякса Череповецкого района был построен храм, освященный в память о существовавшем некогда поблизости Леушинском монастыре в честь Рождества Иоанна Предтечи.
В 2015 году имя игумении Таисии (Солоповой) было внесено в «Золотую книгу» Санкт-Петербурга.
О матушке Таисии сняты фильмы, написаны сотни статей, регулярно проводятся Таисиинские образовательные чтения, лекции, концерты, паломнические поездки. Известны случаи оказания благодатной помощи по молитвам матушки Таисии, например, исцеления от тяжелых болезней, помощи в житейских бедах, скорбях, спасение на водах и другое.

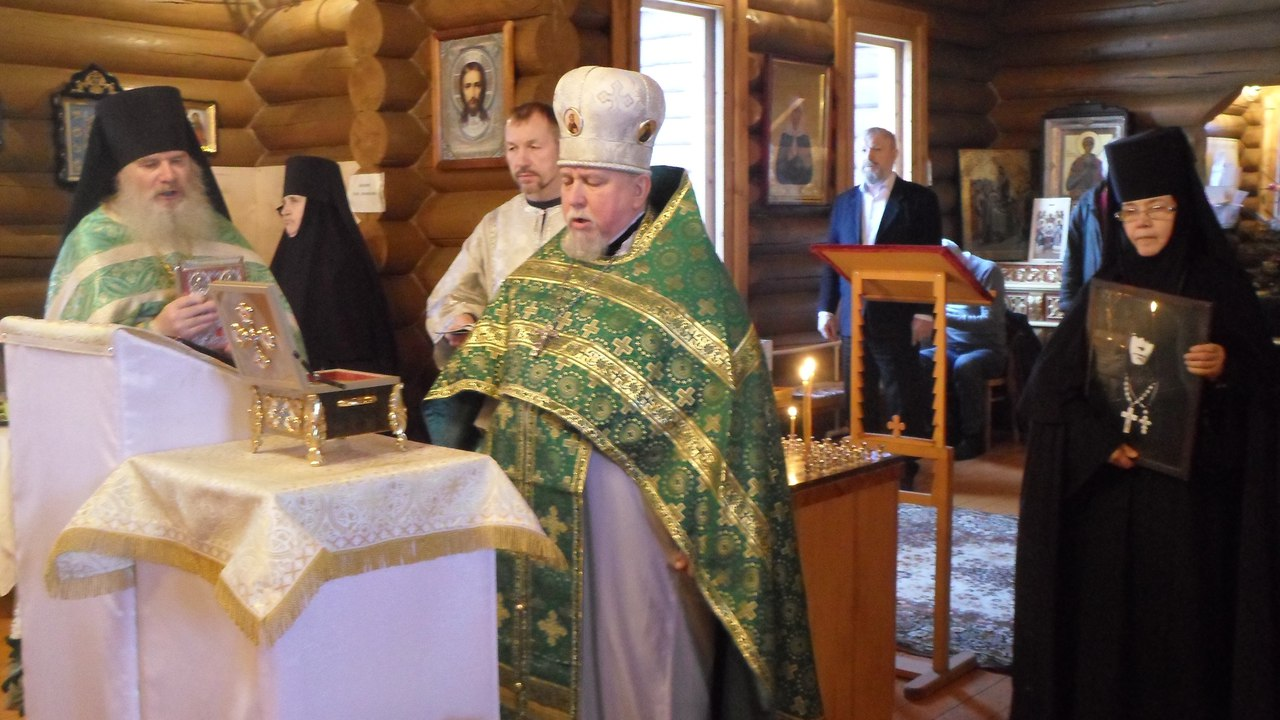
Панихида по игумении Таисии (Солоповой) в Ново-Леушинском монастыре 15 января 2018 г.

Регулярно совершаются панихиды по игумении Таисии не только в храмах Череповецкой епархии, но и в Санкт-Петербургской, Тихвинской, Рыбинской и другое.
Матушка Таисия является для верующих образцом смирения, милосердия, сострадания, неугасимой самоотверженной любви ко Господу и ближним. Своим личным примером, словом она учит, как монашествующих, так и мирян жить со Христом в сердце и делах; показывает, как спасаться, как вести христианскую жизнь в миру и в монастыре, как достичь духовной чистоты, святости. Несмотря на подвиги монашеского жития, создание множества обителей, воспитание в вере и благочестии сотен монахинь, известные чудесные случаи оказания матушкой помощи просящим, игумения Таисия до сих пор не прославлена. В данное время комиссиями по канонизации подвижников благочестия нескольких епархий (Череповецкой, Санкт-Петербургской, Тихвинской и другое) собираются материалы для причисления игумении Таисии (Солоповой) к лику святых.

## Духовное наследие

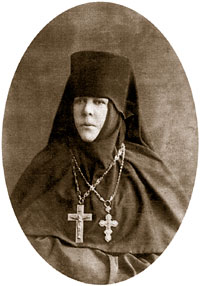
Игумения Таисия (Солопова)

Игумения Таисия является автором множества духовных книг: «Письма к новоначальной инокине», «Духовные стихотворения», исследование об Иоанне Богослове, «Беседы с о. Иоанном Кронштадтским», автобиографические записки. Прочитав «Келейные записки» матушки Таисии, отец Иоанн написал на них: «Дивно, прекрасно, божественно! Печатайте в общее назидание» (впервые они были изданы в 1915 году).
Помимо множества дарований игумения Таисия обладала ещё и редким поэтическим даром. Матушка является автором акафиста святому праведному Симеону Богоприимцу. Она оставила богатое поэтическое наследие: её стихи регулярно печатались в духовных журналах, были опубликованы отдельными книгами в 1906 году. Не будучи профессиональным поэтом, матушка изливала в стихах свои сокровенные духовные переживания, свой опыт богообщения, богопознания. Её поэтическое творчество необычайно многообразно: здесь лиричные пейзажные зарисовки, и философские размышления, и боль скорбящего сердца, и сюжетные поэтические повествования. Это стихи-молитва, стихи-исповедь, стихи-проповедь. Это духовная жизнь великой подвижницы, выраженная на доступном нам языке поэзии.
Духовные стихи матушки Таисии очень высоко ценил праведный Иоанн Кронштадтский, считая её талант данным от Бога. Часто Матушка Таисия посылала отцу Иоанну новые стихи ещё в рукописи до публикации. На одно из таких стихотворений, посланных к Рождеству Христову в 1898 году, батюшка отозвался: «Прекрасные стихи Пресвятой Матери Деве! Да, матушка! Пять талантов дал тебе Господь и сторицею ты их возвращаешь».
Также матушка является автором многих трудов по церковной истории, в частности: «Исторического описания Иоанно-Предтеченского первоклассного Леушинского женского монастыря», «Сказания о древнем Ферапонтове Богородице-Рождественском монастыре» и др. Она составила «Жизнеописание юродивой старицы Евдокии Родионовой, жившей при начале основания Иоанно-Предтеченского Леушинского первоклассного женского монастыря Череповецкого уезда Новгородской губернии». Игуменией Таисией написано множество репортажей для газет и журналов о посещении священноначалием вверенных её попечению обителей: Описание посещения Леушинского женского монастыря Череповецкого уезда Его Высокопреосвященством, Высокопреосвященнейшим Гурием Архиепископом Новгородским и Старорусским, во время путешествия его для обозрения церквей и монастырей в Череповецком, Кирилловском и Белозерском уездах в мае и июне 1901 года // Новгородские епархиальные ведомости. — 1901. — № 13. — С. 845—862; Восстановление древнего Ферапонтова монастыря//Прибавление к церковным ведомостям. 1903. № 51-52. С.2041-2043; Посещение высокопреосвященным Феогностом, архиепископом Новгородским, Леушинского женского монастыря и производство испытаний в Леушинской учительской женской школе, 22-25 июня 1894 года // Прибавления к церковным ведомостям. — 1894. — № 29. — С. 987—991. и др.

## Сочинения игумении Таисии
- Записки игумении Таисии, настоятельницы первоклассного Леушинского женского монастыря
- Письма игумении Таисии к новоначальной инокине о главнейших обязанностях иноческой жизни
- Духовное завещание игумении Таисии
- Игумения Таисия (Солопова). Беседы c праведным Иоанном Кронштадтским
- Акафист святому праведному Симеону Богоприимцу. — М. Синодальная типография 1907.
- Жизнеописание юродивой старицы Евдокии Родионовой, жившей при начале основания Иоанно-Предтеченского Леушинского первоклассного женского монастыря Череповецкого уезда Новгородской губернии
- Духовные стихотворения игумении Таисии (Солоповой)
- Историческое описание Иоанно-Предтеченского первоклассного Леушинского женского монастыря Череповецкого уезда, Новгородской губернии. / 3-е изд., доп. — СПб. Синодальная тип., 1907. — 119 с.
- Краткие сведения о сооружении каменного трехпрестольного соборного храма в Иоанно-Предтеченском Леушинском монастыре Череповецкого уезда Новгородской губернии. СПб., Тип. Е. А. Поздняковой, 1891. 17 с.
- Сказание о древнем Ферапонтове Богородице-Рождественском монастыре, бывшем в упразднении более ста лет, ныне снова восстановленном. Кириллов, 1904.
- Посещение высокопреосвященным Феогностом, архиепископом Новгородским, Леушинского женского монастыря и производство испытаний в Леушинской учительской женской школе, 22-25 июня 1894 года // Прибавления к церковным ведомостям. — 1894. — № 29. — С. 987—991.
- Описание посещения Леушинского женского монастыря Череповецкого уезда Его Высокопреосвященством, Высокопреосвященнейшим Гурием Архиепископом Новгородским и Старорусским, во время путешествия его для обозрения церквей и монастырей в Череповецком, Кирилловском и Белозерском уездах в мае и июне 1901 года // Новгородские епархиальные ведомости. — 1901. — № 13. — С. 845—862.
- Восстановление древнего Ферапонтова монастыря // Прибавление к церковным ведомостям. 1903. № 51-52. С.2041-2043.
- Торжества восстановления древней Антониево-Чернозерской пустынной обители // Новгородские епархиальные ведомости. 1911. № 26. С. 861—863.